# 津久井郵便局
津久井郵便局（つくいゆうびんきょく）は神奈川県相模原市緑区にある郵便局。民営化前の分類では集配普通郵便局であった。

## 概要
住所：〒252-0157 神奈川県相模原市緑区中野578-1
民営化直前の集配業務再編において、多くの集配普通郵便局は統括センターとなったが、当局は配達センターとされたため、民営化後も郵便事業株式会社の支店は併設されず、集配センターが併設された。
その後2010年（平成22年）4月、相模原市の政令指定都市移行にあわせ郵便集配拠点が再編されたことに伴い、集配センターは廃止された。

### 分室
現在はなし。過去に存在した分室は以下。
- 津久井青根分室 (02025A) - 閉鎖中の津久井青根簡易郵便局の補完として、暫定的に設置された[1]。津久井青根簡易郵便局の再設置に伴い、2011年（平成23年）9月30日に廃止[2]。

## 沿革
- 1882年（明治15年）6月26日 - 中野郵便局（五等）として開設[3]。
- 1885年（明治18年）10月1日 - 貯金取扱を開始。
- 1888年（明治21年）5月1日 - 為替取扱を開始。
- 1897年（明治30年）3月26日 - 中野郵便電信局となる。
- 1903年（明治36年）4月1日 - 通信官署官制の施行に伴い中野郵便局となる。
- 1958年（昭和33年）9月11日 - 津久井郵便局に改称[4]。
- 1968年（昭和43年）8月20日 - 電話交換および和文電報配達業務を津久井電報電話局に移管。
- 1983年（昭和58年）8月21日 - 鳥屋郵便局から集配業務の一部[5]を移管。
- 1985年（昭和60年）3月1日 - 風景入通信日付印の使用を開始。
- 2005年（平成17年）3月22日 - 青野原郵便局から集配業務を移管[6]。
- 2007年（平成19年）10月1日 - 民営化に伴い、併設された郵便事業相模原橋本支店津久井集配センターに一部業務を移管。
- 2008年（平成20年）3月31日 - 相模原市津久井町青根1911に、津久井青根分室を設置。
- 2010年（平成22年）4月5日 - 津久井集配センターを廃止。同センターの業務は郵便事業相模原橋本支店に承継された。同日、津久井センター設置により集配業務を開始、旧津久井集配センターエリア＋旧相模湖集配センターの内、若柳、寸沢嵐、寸沢嵐（新戸）地区を引き継ぐ[7]。
- 2011年（平成23年）9月30日 - 津久井青根簡易郵便局の設置に伴い、津久井青根分室を廃止[2]。
- 2012年（平成24年）10月1日 - 日本郵便株式会社発足。

## 取扱内容
- 郵便、印紙、ゆうパック、内容証明
- 貯金、為替、振替、振込、国際送金、国債、投資信託
- 生命保険、バイク自賠責保険、自動車保険
- ゆうちょ銀行ATM

## 周辺
- 相模原市役所 津久井総合事務所
- 津久井警察署
- 相模原赤十字病院
- 国道413号
- 津久井湖

## アクセス
- 神奈川中央交通 津久井警察署前停留所下車
- 中央自動車道 相模湖東出口から南東へ約11km、相模湖ICから南東へ約13km
- 八王子バイパス 相原ICから西へ約9km
- 駐車場あり：12台